# Središčni razteg
Sredíščni raztèg (tudi homotetíja ali nezasučna dilatácija redkeje tudi izotropno (uniformno) skalíranje) je geometrijska preslikava, ki ohranja obliko množice (lika, telesa), spremeni pa njeno velikost. 
Središčni razteg je podan s središčem (točka O, tudi os) in s koeficientom raztega (število k, ki ne sme biti enako 0). Poljubno točko T preslikamo v T' po naslednjih pravilih:
- T' leži na isti premici kot O in T.
- Razdalja med O in T' je k-krat tolikšna kot razdalja med O in T.
- Če je k pozitiven, leži T' na isti strani (na istem poltraku) kot T; če je k negativen, pa leži T' na nasprotni strani (na nasprotnem poltraku) kot T.

Središčni razteg preslika poljubno premico p v premico p', ki je prvotni premici vzporedna. 
Če s središčnim likom preslikamo neko geometrijsko množico točk (lik ali telo), dobimo za rezultat množico, ki je podobna prvotni, zato rečemo, da je središčni razteg podobnostna preslikava.

## Predstavitev z vektorji
Središčni razteg, ki ima za središče koordinatno izhodišče, je enakovreden računski operaciji množenja vektorja s skalarjem:
{\displaystyle {\overrightarrow {0T}}\,'=k\cdot {\overrightarrow {0T}}}
Pri tem se vse koordinate vektorja pomnožijo s številom k:
{\displaystyle x'=k\cdot x\!\,}
{\displaystyle y'=k\cdot y\!\,}
{\displaystyle z'=k\cdot z\!\,}
Če je središče raztega v koordinatnem izhodišču, je središčni razteg tudi linearna transformacija in zato ga lahko predstavimo z matriko:
{\displaystyle S={\begin{bmatrix}k&0&0\\0&k&0\\0&0&k\\\end{bmatrix}}}
Pri običajnem središčnem raztegu na diagonali matrike nastopajo enaki koeficienti.  
Diagonalna matrika, ki ima na diagonali različne koeficiente, pomeni preslikavo, ki raztegne prostor v smeri vsake koordinatne osi za drugačen faktor. Taki preslikavi pravimo anizotropno skaliranje (tudi neuniformno skaliranje). Tej preslikavi pripada matrika:
{\displaystyle T={\begin{bmatrix}k_{x}&0&0\\0&k_{y}&0\\0&0&k_{z}\\\end{bmatrix}}}